# SN 2003dt
SN 2003dt – supernowa typu Ia odkryta 22 kwietnia 2003 roku w galaktyce NGC 6962. W momencie odkrycia miała maksymalną jasność 17,50m.